# Richard Cyron
Ryszard Piotr „Richard“ Cyron (* 11. Februar 1965 in Zabrze, Polen) ist ein ehemaliger polnisch-deutscher Fußballspieler und heutiger Fußballtrainer. 

## Karriere
Der von deutschen Vorfahren abstammende Cyron spielte in seiner aktiven Zeit zunächst für Sparta Mikulczyce, dann bei Górnik Zabrze, mit dem er viermal in Folge (1985–1988) polnischer Meister wurde. Nach seinem Wechsel nach Deutschland im Spätherbst 1991 spielte er für den in den Abstiegskampf geratenen Hamburger SV, der dringend neue Durchschlagskraft im Angriff brauchte. Cyron bestritt in der Saison 1991/92 in der Bundesliga 13 Spiele (ein Tor) für Hamburg, wurde dann aber nicht mehr berücksichtigt und musste am Übungsbetrieb der HSV-Amateure teilnehmen. Mitte September 1992 wurde er zunächst leihweise an Fortuna Düsseldorf abgegeben, Anfang September 1993 dann fest. Für die Rheinländer spielte er von 1992 bis 1997 (48 Spiele und 10 Tore in der Bundesliga sowie 55 Spiele und 15 Tore in der 2. Fußball-Bundesliga). Seine Karriere ließ Cyron bei Rot-Weiss Essen in der Regionalliga West/Südwest ausklingen.

## Erfolge
- Polnischer Meister (1985, 1986, 1987, 1988)
- Polnischer Supercupsieger (1989)